# Ансамбъл за песни и танци на Руската армия „Александър Александров“
Ансамбълът за песни и танци на Руската армия „Александър Александров“ (на руски: Ансамбль песни и пляски Российской армии имени А. В. Александрова) е представителен музикален ансамбъл на въоръжените сили на бившия СССР – до 1992 г., после на Русия.
Организатор и първи музикален ръководител е композиторът и диригент Александър Александров, концертен директор е Михаил Шулман. През 1928 г. ансамбълът се състои от 8 певци, 2 танцьори, балетист и четец. Първата концертна изява е на 12 октомври 1928 г.
Първоначалното му наименование е Ансамбъл за червеноармейска песен на Централния дом на Червената армия „Михаил Фрунзе“. Преименуван е на Червенознаменен ансамбъл за червеноармейски песни и танци на СССР през 1935 г. Творческият му състав нараства до 135 изпълнители.
На 26 юни 1941 г. на Беларуската гара в Москва при изпращане на военна част на фронта ансамбълът за пръв път изпълнява известната днес песен „Свещена война“. Наименуван е на основателя му Ансамбъл за песни и танци на Съветската армия „Александър Александров“ на 10 юли 1949 г.
В репертоара на ансамбъла са повече от 2000 произведения – народни песни и танци, духова музика, класически произведения, шедьоври на световната рок и поп музика. Изпълненията на ансамбъла в държави от всички континенти се превръщат във визитна картичка на Въоръжените сили на Русия. В ансамбъла работят 186 артисти към 2010 г.
Ансамбълът е награждаван многократно за значителни творчески постижения: орден „Червено знаме“, орден „За боеви заслуги“, орден „Червена звезда“ (Чехословакия), „Златен дискобол“ за най-добра грамофонна плоча и „Златен диск“ за рекорден тираж на грамофонна плоча (Франция), „Златен диск“ (Нидерландия), премия „Белите жерави на Русия“ и др. Носител е на почетното звание академически от 1978 г.
На 25 декември 2016 г. на път за концерт в Сирия с полет със самолет „Ту-154“ при авиокатастрофа загиват 64 артисти на ансамбъла близо до брега на Сочи. Сред тях са художественият ръководител генерал-майор Валерий Халилов, балетмайсторът Вячеслав Ермолин, главният хормайстор Константин Майоров, солистите Виктор Санин и Григорий Осипов.
След обявен конкурс е попълнен съставът на ансамбъла. За нов художествен ръководител е назначен полковник Генадий Саченюк. Първият концерт на обновения ансамбъл е изнесен на сцената на Централния академичен театър на Руската армия в Москва на 16 февруари 2017 г.